# Epimenides
Epimenides van Knossos (Oudgrieks: Ἐπιμενίδης) was een Griekse iatromantis (ziener), dichter en filosoof uit de 6e eeuw v.Chr.. Hij werd lange tijd beschouwd als legendarisch figuur.
Epimenides is in de logica bekend door de naar hem genoemde Paradox van Epimenides, die ook in het Nieuwe Testament wordt genoemd (Titus 1:12):

Kretenzers liegen altijd

Epimenides was zelf een Kretenzer. Als iemand dus wil beoordelen of Epimenides de waarheid sprak, ontstaat een paradox van zelfreferentie: de uitspraak zegt van zichzelf dat hij niet waar is en kan dus niet waar zijn.
- Bibsys: 95001490
- Biblioteca Nacional de España: XX5399762
- Catàleg d'autoritats de noms i títols de Catalunya: 981058509103706706
- CiNii: DA18421621
- Gemeinsame Normdatei: 102392218
- International Standard Name Identifier: 0000 0000 4502 7099
- Library of Congress Control Number: no2002104047
- Nationale Bibliotheek van Tsjechië: mzk2017953905
- Nationale Bibliotheek van Israël: 987007282866505171
- Nationale Bibliotheek van Polen: a0000003588105
- Nederlandse Thesaurus van Auteursnamen: 244281114
- Réseau des bibliothèques de Suisse occidentale: 02-A010229170
- Système universitaire de documentation: 088822885
- Virtual International Authority File: 78456017
- WorldCat: E39PBJcWtyXt3GVfXwpw8DPWjC